# Histiótide

Ubicación de Histiótide, en el noroeste de Tesalia.

Histiótide (en griego antiguo: Ἱστιαιῶτις, translit. Histiaiōtis) o Histieótide (Ἑστιαιῶτις, Hestiaiōtis) fue un distrito del noroeste de la antigua Tesalia, parte de la tetra tesalia, que correspondía aproximadamente a la moderna unidad regional del Tríkala. Antiguamente, estaba habitada por los histiotes (Ἑστιαιῶται).
El río Peneo puede describirse en general como su límite sur. Ocupaba los pasos del monte Olimpo y se extendía hasta el oeste hasta el Pindo  y la Alta Macedonia.
El gentilicio de los habitantes del distrito es histiaeotes (Ἱστιαιῶται, histiaiōtai). En epigrafía, el nombre regional aparece como Hestiōtai. Hestieótide (Hestiaiótis) es el nombre en ático, e Histiótide (Histiaiôtis) en jónico y dórico. El vocalismo epigráfico eólico Hestiaeotis resulta extraño e idiomático.
El primer autor en mencionar Histiótide fue Heródoto. Dice que los dorios «en tiempos de Doro, hijo de Helén, habitaban Hitieótide, la región situada al pie de los montes Osa y Olimpo». Histiótide fue también el país de los perrebos (EΠερραιβός), una tribu guerrera y poderosa, que poseía en tiempos históricos varias ciudades fuertemente situadas sobre las montañas. Homero los menciona como partícipes en la Guerra de Troya.  Los perrebos, que antes habían sometido Histeótide de Eubea y habían forzado a sus habitantes a trasladarse al continente, dieron al país el nombre de Histeótide a causa del gran número de histieos que se establecieron allí, pero se trata de una afirmación no verificada, probablemente basada únicamente en la similitud de nombre. La parte de Histiótide habitada por ellos se llamaba frecuentemente Perrebia, pero nunca formó una provincia tesalia separada. Los perrebos se extendieron al sur del Peneo hasta el lago Bebeide, desembocadura del Peneo, y hasta Girtón, una ciudad perrebia. Luego los lapitas humillaron a los perrebos, los expulsaron hacia la zona fluvial del interior y se apoderaron de su territorio.  Es probable que en una época temprana los perrebos ocuparan la totalidad de Histiótide, pero posteriormente fueron expulsados de la llanura y confinados a las montañas por los conquistadores tesalios de Tesprotia.
Homero menciona otra tribu antigua en esta parte de Tesalia, los etices (también llamados etiquios), a los que Estrabón sitúa en el lado tesalio del Pindo cerca de las fuentes del Peneo. Se los describe como una tribu bárbara, que vive del saqueo y el robo.
Estabón añade que Histiótidey Dolopia comprenden la Alta Tesalia, que está en línea recta con la Alta Macedonia, al igual que la Baja Tesalia con la Baja Macedonia.
Histiótide contaba con las siguientes ciudades: Eginion, Azorio, Quiretias, Dólice, Elona, Ericinio, Eritio, Facio, Faloria, Farcadón, Feca, Festo, Gonfos, Itome, Limnea, Malea, Meliboa, Metrópolis, Milas, Ecalia, Oloosón, Oxinio, Pelineo, Pialia, Pition, Silana y Trika; y posteriormente, Átrax, Cárax, Condilon, Eudieron, Falana, Gonos, Lapatos y Orta.
Los santuarios más notables de la región fueron el Asclepeion en Trika, el de Afrodita Castnia en Metrópolis y el de Zeus en Pelineo. En el Catálogo de las naves: «Los que poseían Trica e Itome, llena de macizos rocosos, y los que poseían Ecalia, ciudad de Éurito ecalieo. Al frente de estos iban dos hijos de Asclepio, excelentes médicos, Podalirio y Macaón».